# Sozialgeschichte des Römischen Kaiserreichs
Dieser Artikel beschäftigt sich mit der Entwicklung der Gesellschaftsgeschichte des römischen Kaiserreichs.

## Die kaiserliche Staatsverfassung und die Entwicklung des römischen Staates nach 31 v. Chr.
Nach der Schlacht bei Actium (31 v. Chr.) kehrte Octavian siegreich nach Rom zurück und erklärte das Ende der Bürgerkriege und einen neuerlichen Frieden. 27 v. Chr. legte Octavian all seine Ausnahmegewalten nieder. Der Senat fordert ihn aber auf, den Staat weiterhin zu beschützen und gab ihm all seine Macht zurück. Octavian begründete hiernach den Prinzipat, der zunächst den Schein der res publica restituta aufrechterhält.
An der Spitze des kaiserlichen Staates stand der Princeps. Er war formal gesehen kein Teil des Staatsapparates, sondern besaß einen Sonderstatus; seine Macht gründete nicht auf ihm übertragenen Ämtern, sondern auf den dazugehörigen Amtsgewalten:
- Imperium proconsulare: Befehlsgewalt über die Legionen und Möglichkeit außenpolitisch zu handeln (vorerst nur auf nicht-senatorische Provinzen beschränkt)
- proconsulare imperium maius: Oberbefehl über sämtliche Truppen
- tribunicia potestas und Zensorenamt: Interzessions- und Vetorecht gegen alle Beschlüsse des Magistrats und die Fähigkeit, Senatoren zu entlassen

Äußerlich war die Verfassung des Prinzipats beinahe dieselbe wie jene der Republik. Tatsächlich leitete der Princeps aber alle Vorgänge des Staates, da er die Amtsgewalten der einzelnen Kontrollorgane in einer Person vereinigte. Das Amt des Volkstribuns verschwand vollständig, ebenso verloren die Volksversammlungen rapide an Bedeutung und verschwanden schließlich ebenfalls. Der Prinzipat war geprägt von der starken Stellung des Heers, was zu einer Krise nach Neros Tod (68 n. Chr.) führte, weil kein designierter neuer Herrscher feststand und sowohl das Heer als auch der Senat jeweils eigene Kaiser ausriefen (Vierkaiserjahr). Damit derartige Krisen nicht häufiger geschehen konnten, wurde das Adoptivkaisertum eingeführt. Unter den Adoptivkaisern erlebte das Reich eine Blütezeit. 
Das Heer aber verursachte schließlich eine weitere heftige Krise: Die Kosten waren nicht mehr tragbar und verursachten solche Verluste, dass der wirtschaftliche Niedergang des Reiches begann. Zwischen 235 und 284 herrschten die Soldatenkaiser – vom Heer ernannte Kaiser – über das Reich (siehe Reichskrise des 3. Jahrhunderts). Danach setzte sich das Prinzip der Tetrarchie durch (zwei Kaiser und je ein Unterkaiser).

## Die soziale Struktur im römischen Kaiserreich und die Bedeutung der einzelnen Schichten
Grundsätzlich kann man die römische Gesellschaft in zwei Schichten unterteilen: Unter- und Oberschicht, beziehungsweise normales Volk (plebs) und Adel (nobilitas). Die Plebs unterteilt sich des Weiteren in Freigeborene (ingenui), Freigelassene (liberti) und Sklaven (servi), während man die Oberschicht nochmals in den Ritterstand (ordo equester), den Senatorenstand (ordo senatorius) und den Princeps und dessen Familie (domus imperatoria) einteilte.

### Der Senatorenstand in der Kaiserzeit
Zu Beginn des Prinzipats hatte der Senat zwar seine alleinige Entscheidungsgewalt verloren, durfte aber als Berater des Prinzeps fungieren, war sogar für die Legitimation von Kaiser und Heer zuständig und besaß sogar noch einige seiner alten Rechte. Je weiter die Kaiserzeit fortschritt, desto mehr wurden die Rechte des Senats eingeschränkt, die auch immer vom jeweilig herrschenden Kaiser abhingen. Dem Senat wurden nämlich die grundlegenden Rechte der Volksversammlung zuerkannt, die Wahl der Magistrate und Gesetze zu beschließen. Der Senat durfte weiterhin die befriedeten Provinzen verwalten, während die umkämpften und daher mit Legionen besetzten Provinzen direkt dem Kaiser unterstanden. Anders als zu Zeiten der Republik wurde man nicht automatisch Mitglied des Senatorenstandes, wenn man Magistrat wurde. Man benötigte vielmehr ein Mindestvermögen von einer Million Sesterzen und musste direkt in den Stand gewählt beziehungsweise berufen werden (Mitglieder des Senatorenstandes waren nicht zwangsläufig auch Senatoren). Damit der Kaiser einen Günstling in den Senatorenstand befördern konnte, boten sich ihm daher drei Möglichkeiten: Er konnte entweder jemanden mit den Standeskennzeichen versehen und ihn somit in den Senatorenstand erheben – dieser war dadurch aber kein Mitglied des Senats – oder Begünstigte direkt dem Senat hinzuwählen (adlectio) oder verarmten Standesmitgliedern das Mindestvermögen zur Verfügung stellen. Dass der Senat nicht sofort nach der Errichtung des Kaisertums verschwand, liegt daran, dass man das Fachwissen der Senatoren in Reichsführung und Verwaltung benötigte. Erst ab dem 3. Jahrhundert n. Chr., als selbst die höchsten Verwaltungsämter mit Rittern besetzt wurden und nicht mehr nur alleine den Mitgliedern des ordo senatorius zustand, versank der Senat und der Senatorenstand in der Bedeutungslosigkeit. Außerdem konnte sich durch gezielte Ausrottung ganzer Senatorenfamilien kaum ein Senator auf eine lange Tradition berufen, was zugleich den Einfluss schmälerte.

### Der Ritterstand in der Kaiserzeit
Die Ritter überdauerten den Beginn des Zeitalters der Kaiser nicht auf Grund ihrer Unentbehrlichkeit im Staat, wie es bei den Senatoren der Fall gewesen war. Da die Vermögensschätzung der Bürger entfiel, war auch der Stand der Ritter seiner eigentlichen Existenzgrundlage beraubt. In der Republik war automatisch der ein Ritter gewesen, welcher mindestens über ein Vermögen von 400.000 Sesterzen verfügte. Dass das Rittertum dennoch nicht verschwand lag einzig und alleine daran, dass der Kaiser aus dem Stand der Ritter eine von ihm abhängige Schicht und dadurch einen Gegenpol zum Senat erschaffen wollte. Ritter werden konnte daher nur noch der, den der Kaiser selbst ernannte; die Abhängigkeit vom Kaiser wurde auch dadurch deutlich, dass die Standeszugehörigkeit nicht erblich war. Anders als zu Zeiten der Republik wurden Ernennungen in den Ritterstand nicht mehr zu bestimmten Zeiten durchgeführt, sondern wann es dem Kaiser beliebte. Er war zwar auch hier bei der Auswahl der ihm geeignet erscheinenden Personen an das Mindestvermögen gebunden, das er aber seinem Begünstigten schenken konnte. Der Ritterstand verdankt sein Fortbestehen auch der Tatsache, dass der Kaiser sie für die Besetzung neuer Verwaltungsposten beispielsweise in der Finanzverwaltung einsetzte, um auch hier unabhängiger vom Senatorenstand zu werden. Da der Kaiser allein über die Zugehörigkeit zum Stand und damit auch zur Verwaltung bestimmte, schuf er sich damit einen ihm treuen Beamtenapparat. Die meisten ritterständischen Beamten begannen ihre Karriere im Heer, weil der Kaiser dort besonders auf sie achten konnte. Erst nach der militärischen Karriere ist eine Übernahme in den Zivildienst möglich. Schließlich gelangten die Ritter auch in die höchsten Verwaltungsstellen des Reiches, als die Senatsaristokratie in Gegnerschaft zu den Kaisern der damaligen Zeit stand. Doch als der Senat schließlich endgültig entmachtet wurde, verloren auch die Ritter ihre Bedeutung als Gegengewicht, als reiche, dem Kaiser untertänige Schicht und verschwanden ebenso nahezu vollkommen.
Nachdem sowohl Ritterstand als auch der Senatorenstand nahezu vollkommen verschwunden waren, entstand eine „neue Aristokratie“. Sie bestand zum einen aus hohen Offizieren, was bedeutete, dass als Leistungskriterium vor allem kriegerische Taten zählten. Nach und nach wurde außerdem der gesamte Beamtenapparat durch Soldaten ersetzt. Der andere Teil der neuen Aristokratie setzte sich aus Großgrundbesitzern zusammen, die gewaltige Flächen ihr Eigen nannten. Die meisten freien, „kleinen“ Bauern wurden gezwungen in einer Art Leibeigenschaft sich dem Großgrundbesitzer abhängig zu machen. Da die Macht der Großgrundbesitzer beinahe nur von ihrem Reichtum ausging, kann man hier von Timokratie sprechen.

### Römische Bürger, Sklaven und Freigelassene
Die römischen Bürger hatten auch noch in den Anfängen der Kaiserzeit ihren hervorgehobenen Status gegenüber den nicht-römischen Reichsbewohnern. Sie zahlten zum einen keine Steuern – Steuern wurden als Tribut der unterlegenen Völker verstanden – und nur Römer waren an der Aufteilung der Kriegsbeute beteiligt. Sie hatten des Weiteren das Recht, nur von einem Gericht in Rom verurteilt zu werden. Armen Bürgern wurde zur Linderung der Not annonae und alimentatio (Getreidezuteilungen und Versorgung hilfsbedürftiger Kinder) zugesichert. Doch während der Kaiserzeit bekamen immer mehr Gebiete innerhalb des Reiches den Bürgerstatus, bis schließlich 212 n. Chr. dem gesamten römischen Reich dieser Status verliehen wurde. Für die Sklaven brachte die Kaiserzeit dagegen weitgehend positive Veränderungen mit sich. Sie wurden nämlich durch Gesetze vor der Willkür ihres Herren geschützt, der sogar gezwungen werden konnte, den Sklaven wieder zu verkaufen. Die Zahl der Sklaven nahm derweil rapide ab, vor allem weil der Friede im Reich dazu führte, dass der Nachschub an Sklaven versiegte. Freilassungen wurden ebenfalls immer häufiger, da die gebildeten – und damit reicheren – Schichten den Sklaven ein Menschenrecht einräumten und es daher für sittlich hielten, den Sklavenstatus abzuschaffen. Freigelassene waren allerdings Freigeborenen nicht völlig gleich. Sie band noch immer ein Respektsverhältnis an ihren Herren. Meist wurde erst nach einigen Generationen eine Gleichstellung mit ingenui erreicht.